# Trofeo Principado
El Trofeo Principado es un torneo amistoso de fútbol celebrado en Asturias (España) que enfrenta al Real Sporting de Gijón y al Real Oviedo. Su primera edición tuvo lugar en 1988 y se jugó a partido único en el estadio Carlos Tartiere; desde entonces, se celebró de manera ininterrumpida hasta 1996 con un formato de doble partido. Tras una década sin disputarse, fue recuperado en 2006 merced a los acuerdos publicitarios suscritos entre los dos clubes participantes y el Principado de Asturias.

## Palmarés
| Edición | Año  | Estadio               | Local                  | Resultado          | Visitante              |
| ------- | ---- | --------------------- | ---------------------- | ------------------ | ---------------------- |
| I       | 1988 | Carlos Tartiere       | Real Oviedo            | 1 - 3              | Real Sporting de Gijón |
| II      | 1989 | El Molinón            | Real Sporting de Gijón | 0 - 2              | Real Oviedo            |
| II      | 1989 | Carlos Tartiere       | Real Oviedo            | 2 - 1              | Real Sporting de Gijón |
| III     | 1990 | Carlos Tartiere       | Real Oviedo            | 3 - 0              | Real Sporting de Gijón |
| III     | 1990 | El Molinón            | Real Sporting de Gijón | 0 - 1              | Real Oviedo            |
| IV      | 1991 | El Molinón            | Real Sporting de Gijón | 2 - 0              | Real Oviedo            |
| IV      | 1991 | Carlos Tartiere       | Real Oviedo            | 2 - 1              | Real Sporting de Gijón |
| V       | 1992 | Carlos Tartiere       | Real Oviedo            | 2 - 1              | Real Sporting de Gijón |
| V       | 1992 | El Molinón            | Real Sporting de Gijón | 1 - 3              | Real Oviedo            |
| VI      | 1993 | El Molinón            | Real Sporting de Gijón | 1 - 2              | Real Oviedo            |
| VI      | 1993 | Carlos Tartiere       | Real Oviedo            | 0 - 1 (pen. 4 - 5) | Real Sporting de Gijón |
| VII     | 1994 | Carlos Tartiere       | Real Oviedo            | 0 - 1              | Real Sporting de Gijón |
| VII     | 1994 | El Molinón            | Real Sporting de Gijón | 1 - 1              | Real Oviedo            |
| VIII    | 1995 | El Molinón            | Real Sporting de Gijón | 0 - 2              | Real Oviedo            |
| VIII    | 1995 | Carlos Tartiere       | Real Oviedo            | 0 - 0              | Real Sporting de Gijón |
| IX      | 1996 | Carlos Tartiere       | Real Oviedo            | 0 - 0              | Real Sporting de Gijón |
| IX      | 1996 | El Molinón            | Real Sporting de Gijón | 0 - 0              | Real Oviedo            |
| X       | 2006 | El Molinón            | Real Sporting de Gijón | 2 - 0              | Real Oviedo            |
| XI      | 2007 | Nuevo Carlos Tartiere | Real Oviedo            | 2 - 1              | Real Sporting de Gijón |

## Títulos por equipos
| Equipo                 | Títulos | Años                                |
| Real Oviedo            | 6       | 1989, 1990, 1992, 1995, 1996 y 2007 |
| Real Sporting de Gijón | 5       | 1988, 1991, 1993, 1994 y 2006       |